# Ascochyta tarda
Ascochyta tarda är en svampart som beskrevs av R.B. Stewart 1957. Ascochyta tarda ingår i släktet Ascochyta, ordningen Pleosporales, klassen Dothideomycetes, divisionen sporsäcksvampar och riket svampar.   Inga underarter finns listade i Catalogue of Life.